# Eduard Altenburg

Eduard Altenburg, Porträtfoto aus dem Reichstags-Handbuch 1934

Eduard Altenburg (* 16. November 1894 in Hersfeld; † 29. Dezember 1943) war ein deutscher Politiker (NSDAP).

## Leben und Wirken
Nach dem Besuch der Volksschule und eines humanistischen Gymnasiums verdiente Eduard Altenburg seinen Lebensunterhalt von 1910 bis 1914 als Seemann bei der Handelsmarine. 1914 gehörte er dem Transportdampfer-Geschwader von Spee an. 1914/1915 reiste er von der Westküste Süd-Amerikas über England nach Deutschland zurück. In den Jahren 1915/1916 gehörte er der 1. Marine-Division in Kiel und dann von 1916 bis 1918 dem 4. Matrosen-Regiment an. Im Ersten Weltkrieg wurde er mit dem Eisernen Kreuz beider Klassen ausgezeichnet und zum Leutnant der Reserve befördert.
1919 war Altenburg Mitglied der Baltischen Landwehr und der Landwirtschaftlichen Arbeitsgemeinschaft, 1920 der Marine-Brigade von Loewenfeld. In den Jahren 1921 bis 1933 arbeitete Altenburg als Kaufmann.
Neben seiner Mitgliedschaft in der NSDAP seit 1930 war Altenburg zuletzt SA-Oberführer und Führer der Marinestandarte der SA.
Von März 1936 bis zu seinem Tod 1943 in einem sächsischen Lazarett war Altenburg Abgeordneter für den Wahlkreis 30 (Chemnitz-Zwickau) im nationalsozialistischen Reichstag.